# Objaw Rizzuttiego
Objaw Rizzuttiego – objaw okulistyczny występujący w stożku rogówki. Przy punktowym oświetleniu rogówki latarką od strony skroniowej po stronie nosowej powstaje stożkowy refleks świetlny.